# لؤي نسيم
لؤي نسيم: رائد أعمال، مصمم أزياء، مصمم جرافيك، ورجال أعمال سعودي. صنفته مجلة فوربس الأمريكية عام 2015 في الترتيب #2 من روّاد الأعمال الأكثر إبداعاً في المملكة العربية السعودية، حاصل على عدة جوائز، منها: جائزة رائد أعمال عكاظ من سوق عكاظ، وجائزة «رائد الأعمال الأكثر تاثيراً في السعودية» لعام 2012 من منظمة إنديفور الأمريكية.
نسيم أحد أبرز تجار الموضة والأزياء في المملكة العربية السعودية، نجح في عام 2005م بتأسيس سلسلة متاجر لومار، وهو يشغل حالياً منصب الرئيس التنفيذي لشركة «تفاصيل الدولية» مالكة العلامة التجارية (لومار)، وتعد لومار من أكبر متاجر الأزياء الرجالية من حيث المبيعات في المملكة العربية السعودية.
يمتلك لؤي نسيم خبرة تزيد على 20 عاماً في المجالات التشغيلية والفنية الإدارية. ساهم في تأسيس وإنجاح عدة شركات أخرى منها: «ثري بوينتس»، وليوبرنت السعودية. حاصل على دبلوم من قسم تصميم الجرافيك من معهد الفنون بهيوستن، الولايات المتحدة الأمريكية. له مُؤلَّف روائي وهو «من باب التغيير».

## حياته وسيرته

### النشأة والمؤهلات العلمية
وُلد لؤي نسيم بمدينة جدة عام 1969م، في أسرة ميسورة الحال. تلقى تعليمه الأوليّ بمدارس جدة، حب لؤي للرسم جعله يطمح لدراسة الهندسة المعمارية بعد أن حصل على الثانوية العامة، لكن معدله لم يكن كافياً فاضطر أن يدخل مجال إدارة الأعمال، وبعد ثلاثة أعوام قضاها بجامعة الملك عبد العزيز شعر بعدم انتمائه لهذا المجال، لينتقل منها إلى الولايات المتحدة الأمريكية للدراسة بمعهد الفن بهيوستن وتخرج في العام 1995م من قسم تصميم الجرافيك.

### سيرته المهنية
في بداية حياته المهنية، انضم إلى الشركة العالمية للدعاية والإعلان ليوبرنت مديرًا فنيًا، ومن ثم انتقل للعمل مديرًا إبداعيًا في أولى الشركات السعودية في مجال الإعلان 'ثري بوينتس' بعد ثمانية سنوات من النجاح المتواصل مع الشركة، بدأ لؤي نسيم مشروعه الخاص في مجال الأزياء، وفي عام 2005م تمت انطلاقة لومار حاملة فكرة إعادة تعريف الثوب.

### تأسيس شركة لومار
فكر نسيم في عام 2002 بفكرة تجديد وتطوير الزي السعودي التقليدي، فكانت الانطلاقة المهنية في عام 2005 عند تأسيس «لومار» أول محل لبيع الثياب الرجالية في مدينة جدة بحي الروضة. تحت شعار «إعادة تعريف الثوب السعودي» وتلخّص الشركة الشعار في تصميم أثواب راقية مميزة ممزوجة بين الأصالة والحضارة. حازت «لومار» على قاعدة واسعة من المعجبيين وتلقت العديد من التقديرات والجوائز، بما فيها دخولها قائمة أفضل الشركات الناشئة ضمن مبادرة أسرع 100 شركة نمواً لمرتين متتاليتين، يوجد مقر «لومار» في جدة بالمملكة العربية السعودية، بالإضافة إلى المحلات التجارية في عدة مناطق حول المملكة.

## مؤلفاته

### رواية: من باب التغيير
في عالم مليء بالمتناقاضات يمضي المؤلف قدماً باحثاً طارقاً مختلف الأبواب عله يجد باباً يفتح معه سيرة تفوقه.... نجح تارةً، أحبط تارةً، فشل تارةً، وفي النهاية تفتحت أمامه أبواب المجد، حبه للأهل عمّق فيه جذور العراقة، نظرته للمستقبل رسخت في خلده معنى الحداثة... من باب التغيير.
رواية تجتمع فيها قصص العشق بالتحدي، تقوى الأجداد وعبق التاريخ، استشراف المستقبل والإيمان بأن الله ما خلق باباً إلا وخلق معه مفتاحه، رواية إن بدأ المرء بقرائتها لفته بسحرها، حقاً على المرء أن يبحث عن باب تغييره.

## وصلات خارجية
- صفحة نسيم على تويتر
- صفحة نسيم على إنستقرام